# Зыкова (Свердловская область)
Зыкова — деревня в Гаринском городском округе Свердловской области России.

## Географическое положение
Деревня Зыкова муниципального образования «Гаринский городской округ» расположена в 24 километрах (по автодороге в 27 километрах) к северо-востоку от посёлка Гари, на правом берегу реки Тавда).

## Население
| 2002 | 2010 | 2021 |
| ---- | ---- | ---- |
| 163  | ↘81  | ↘36  |